# Carsten Nemitz
Carsten Nemitz (* 11. März 1963 in Neumünster) ist ein ehemaliger deutscher Fußballspieler. Er bestritt zwei Spiele in der 2. Bundesliga.

## Leben
Nemitz spielte als Jugendlicher bei den Vereinen TuS Garbek, Eintracht Segeberg und Itzehoer SV. In Itzehoe wurde er von Trainer Bernd Brehme als 17-Jähriger in die Herrenmannschaft aufgenommen. Der torgefährliche Angreifer wurde vom FC Bayern München zu einem Probetraining eingeladen. Eine Knieverletzung verhinderte den Wechsel nach München.
Nach einem kurzen Halt bei Eintracht Braunschweig schloss sich Nemitz 1981 dem Oberligisten VfB Lübeck an, mit dem er am letzten Spieltag der Runde 1982/83 den Abstieg in die Verbandsliga hinnehmen musste. Im Sommer 1983 ging er zum FC St. Pauli. 1984 gelang der Aufstieg in die 2. Bundesliga. Am 16. März 1985 bestritt er gegen Hessen Kassel im Millerntorstadion seinen ersten Zweitligaeinsatz für die Hamburger: Der 1,86 Meter messende Mittelstürmer, der Medizin studierte, stand in der Anfangself, in der 62. Minute wurde er von Trainer Michael Lorkowski ausgewechselt. Am 18. Mai desselben Jahres wurde er im Heimspiel gegen den 1. FC Saarbrücken in der 86. Minute eingewechselt. Das war gleichzeitig sein letzter Zweitligaauftritt.
Im Sommer 1985 ging Nemitz zum 1. SC Norderstedt in die Verbandsliga Hamburg. Mit der Mannschaft erreichte er in der Saison 1985/86 die Aufstiegsrunde zur Oberliga. 1986 folgte der Wechsel zu Holstein Kiel (Oberliga). In 125 Spielen für Kiel gelangen ihm 72 Tore. Im Spieljahr 1987/88 wurde er Torschützenkönig der Oberliga Nord.
1990 folgte die Rückkehr nach Norderstedt, wo er bis 1991 spielte. In insgesamt 166 Oberliga-Einsätzen während seiner Laufbahn erzielte Nemitz 86 Tore. Als Spielertrainer war er danach von 1991 bis 1996 beim ASV Dersau sowie 1996 beim TSV Malente tätig.
Beruflich wurde er als Unternehmer (unter anderem als Eigner und Gesellschafter) in unterschiedlichen Wirtschafts- und Dienstleistungszweigen tätig, darunter im Immobiliengeschäft, im Baugewerbe sowie in den Bereichen Altenpflege und Unternehmensberatung. 2013 erlitt Nemitz einen Schlaganfall, lag im Koma, war anschließend halbseitig gelähmt.